# حيز بلعومي جانبي
الحيز البلعومي الجانبي (يُطلق عليه أيضًا الحيز البلعومي الوحشي ) هو حيز كامن في الرأس والرقبة. وله أهمية سريرية في طب الأنف والأذن والحنجرة لتطور مجال أورام الحيز البلعومي والخراج المجاور للبلعوم. وهو أيضًا معلم تشريحي رئيسي لتوطين عمليات المرض في الأماكن المحيطة بالرقبة؛ يعكس اتجاه إزاحتها بشكل غير مباشر موقع المنشأ للكتل أو العدوى في المناطق المجاورة، وبالتالي التشخيص التفريقي المناسب لها. 

## حدود تشريحية
الحيز البلعومي الجانبي على شكل هرم مقلوب. الجانب الوحشي والسفلي للحيز البلعومي الجانبي هو غمد السباتي، الذي يحتوي على الشريان السباتي الباطني والأعصاب القحفية اللساني والمبهم والإضافي. خلف كلا من الحيز البلعومي الجانبي وحيز السباتية يكمن حيز خلف البلعوم، وفي أعماقه الحيز الكامن المعروف باسم حيز الخطر. يعمل حيز الخطر كمسار مهم للعدوى المعقدة للبلعوم الخلفي لدخول الصدر والعمود الفقري. أمام حيزالبلعوم يوجد حيز المضغ الذي يحتوي على صف الأسنان السفلية، عضلات المضغ،العصب السنخي السفلي وكذلك فروع العصب القحفي الخامس. الجانب الوحشي من حيز البلعوم يوجد الحيز النكفي، والذي يحتوي على الغدة النكفية، والشريان السباتي الظاهر والعصب القحفي السابع.  على الرغم من أن التقييم الأولي يتم عادةً عن طريق الفحص البدني والتنظير الداخلي، إلا أنه من الضروري المتابعة بالتصوير المقطعي المحوسب والتصوير بالرنين المغناطيسي إذا تم التخطيط للتدخل الجراحي. 
يشتمل التشريح العظمي حول الحيز على قاعدة الجمجمة بالأعلى، والقرن الأكبر (أو القرون الأكبر) للعظم اللامي في الجزء السفلي. الجانب العلوي هو قاعدة الجمجمة، أي العظام الوتدية والصدغية. تشمل هذه المنطقة القناة الوداجية ونفق تحت اللسان والثقبة الممزقة (الذي يمر من خلاله أفقيا الشريان السباتي الداخلي من الأعلى).
يتكون الجانب الإنسي من البلعوم . من الأمام يحدها الرفاء الجناحي الفكي . بعد ذلك يحدها الغمد السباتي بشكل خلفي وحيز خلف البلعوم. وفي الجانب يحده فرع الفك السفلي، الفص العميق للغدة النكفية، العضلة الجناحية الإنسية، وتحت مستوى الفك السفلي، يحد الجانب الوحشي لفافة البطن الخلفي من عضلة المعدة. هذه الحدود التشريحية تجعلها مستمرة مع حيز خلف البلعوم. يتواصل أيضًا مع حيزات اللفافة العنقية والقصوية الأخرى، بالإضافة إلى المنصف.

## الانقسامات
يقسم الحيز البلعومي إلى جزئين بواسطة التكثيف اللفافي الذي يُسمَّى سفاق زوكركاندل وتستوت (اللفافة البلعومية - انظر الرسم البياني)، ويربط الزائدة الإبرية بموترة الحفاف. تسمى هاتان الحجرتان مقصورات أو مسافات ما بعد الإبرية (ريتروستيودويد)  . ومع ذلك، فإن بعض مخططات التصنيف تطلق على الحجرة ما قبل الإبرية مساحة الحجرة البلعومية وحجرة ما بعد الإبرية في الحيز السباتي،  والتي يمكن أن تكون مصدرًا للخلط.

## محتويات
يشمل الشريان الفكي العلوي والشريان البلعومي الصاعد. 
1. العصب اللساني البلعومي (IX)
2. العصب المبهم (X)
3. الشريان السباتي الداخلي
4. الوريد الوداجي الداخلي في الغمد السباتي
5. العصب الإضافي (XI)
6. تحت اللسان (XII)
7. الجذع الودي وعقدة عنق الرحم العلوي للجذع
8. الشريان البلعومي الصاعد
9. العقد اللمفية الرقبية العميقة

## الأهمية السريرية
متلازمة القضمة الأولى هي مضاعفة نادرة للجراحة التي تنطوي على الحيز المجاور للبلعوم، وخاصة إزالة الفص العميق من الغدة النكفية. يتميز بألم في الوجه بعد القضمة الأولى لكل وجبة، ويعتقد أنه ناتج عن خلل وظيفي في الخلايا العضلية الظهارية اللعابية. 